# Stade de l'Algarve
L'Estádio do Algarve (en français : Stade de l'Algarve), est un stade de football du Portugal.

## Histoire
Construit à l'occasion de l'Euro 2004, il a accueilli deux matchs de phase de poule du groupe A. Le stade est doté d'une capacité de 30 335 places. Sa construction fut suivie de la création d'un nouveau club de football : l'Algarve United disparu depuis.
Il sert de centre névralgique au rallye du Portugal. En 2009 et 2010, une Super Spéciale s'y déroulait.
Il accueille les matchs de compétition de l'Équipe de Gibraltar de football, depuis 2014. Gibraltar avait prévu d'utiliser ce stade jusqu'à la finalisation de l'Europa Point Stadium.
Le stade accueille également de nombreuses rencontre estivales d'avant saison (coupes et matchs amicaux).